# Artemia gracilis
Artemia gracilis är en kräftdjursart som beskrevs av Addison Emery Verrill 1869. Artemia gracilis ingår i släktet Artemia och familjen Artemiidae. Inga underarter finns listade i Catalogue of Life.